# M. Moto court sa chance
Pour plus de détails, voir Fiche technique et Distribution.
M. Moto court sa chance (Mr. Moto Takes a Chance) est un film américain réalisé par Norman Foster, sorti en 1938.

## Fiche technique
- Titre original : Mr. Moto Takes a Chance
- Titre français : M. Moto court sa chance
- Réalisation : Norman Foster
- Scénario : Norman Foster et John Patrick d'après le personnage créé par John P. Marquand
- Photographie : Virgil Miller
- Montage : Nick DeMaggio
- Société de production : 20th Century Fox
- Pays d'origine : États-Unis
- Format : Noir et blanc - 1,37:1 - Mono
- Genre : policier
- Date de sortie : 1938

## Distribution
- Peter Lorre : Monsieur Moto
- Rochelle Hudson : Victoria Mason
- Robert Kent : Marty Weston
- J. Edward Bromberg : Rajah Ali
- Chick Chandler : Chick Davis
- George Regas : Bokor
- Frederik Vogeding : Zimmerman